# Mayrhof
Mayrhof település Ausztriában, Felső-Ausztria tartományban, a Schärdingi járásban, területe 5,0 km².

## Fekvése
Tengerszint feletti magassága 430 méter. Mayrhof Andorf, Lambrechten és Eggerding településekkel határos.

## Népesség
Lakosainak száma 322 fő (2018. január 1.).